# Pravětín
Pravětín (německy Gansau) je malá vesnice, část města Vimperk v okrese Prachatice v Jihočeském kraji. Nachází se asi 2,5 kilometru jihovýchodně od Vimperka. Pravětín je také název katastrálního území o rozloze 6,75 km².

## Historie
První písemná zmínka o vesnici pochází z roku 1359.

## Obyvatelstvo
V roce 1921 měl Pravětín (tehdy samostatná obec) celkem 100 domů a 673 obyvatel, z toho 39 české a 626 německé národnosti. K obci tehdy patřily rovněž osady Skláře s 20 domy a 157 obyvateli (3 české a 149 německé národnosti), Veselka s 27 domy a 148 obyvateli (22 české a 126 německé národnosti) a Vyšovatka s 24 domy a 147 obyvateli (10 české a 137 německé národnosti), takže na samotný Pravětín připadalo 29 domů a 221 obyvatel (z toho 4 české a 214 německé národnosti).
| Rok            | 1869 | 1880 | 1890 | 1900 | 1910 | 1921 | 1930 | 1950 | 1961 | 1970 | 1980 | 1991 | 2001 | 2011 | 2021 |
| -------------- | ---- | ---- | ---- | ---- | ---- | ---- | ---- | ---- | ---- | ---- | ---- | ---- | ---- | ---- | ---- |
| Počet obyvatel | 212  | 230  | 256  | 252  | 258  | 221  | 225  | 94   | 80   | 69   | 49   | 42   | 65   | 87   | 85   |
| Počet domů     | 22   | 25   | 26   | 28   | 29   | 29   | 30   | 20   | 20   | 17   | 15   | 16   | 27   | 28   | 30   |

## Obecní správa
Při sčítání lidu v letech 1850–1960 Pravětín byl samostatnou obcí, se kterým patřil nejprve do okresu Prachatice, ale v roce 1950 v okrese Vimperk. V letech 1961–1971 byl částí obce Boubská v okrese Prachatice. Od 26. listopadu 1971 je částí města Vimperk v okrese Prachatice, kdy se konaly městské volby. V letech 1850–1949 k obci patřila Vyšovatka a v letech 1850–1960 také Skláře a Veselka.